# Креативни Велики парк
Креативни велики парк део је крагујевачког Великог парка. Отворен је 11. априла 2017. године и део је програма Креативна Европа. Осмишљен је у сарадњи са Београдском недељом дизајна, а изграђен је средствима Фондације Драгица Николић. Овај парк један је од паркова чија је реализација планирана у оквиру акције „100 креативних игралишта за децу Србије”.  Овим пројектом Крагујевац је постао један од од 11 европских градова обухваћених  програмом Креативна Европа. 
Парк је, у присуству тадашњег председника Републике Србије Томислава Николића и многобројних Крагујевчана, свечано отворила Драгица Николић, председница Фондације Драгица Николић.

## Реализација пројекта
У мају 2016. године, у оквиру пројекта “Креативни Велики парк“, у амфитеатру Факултета инжењерских наука у Крагујевцу, стручној јавности и грађанима представљени су резултати анализе и могућа идејна решења будућег изгледа Великог парка, у организацији Београдске недеље дизајна и града Крагујевца. На презентацији су сви Крагујевчани били у прилици да својим предлозима и сугестијама дају допринос будућем изгледу  парка. Истом приликом представљен је и програм Human Cities (Хумани градови), који окупља 12 важних европских институција из различитих земаља и градова, а чији је циљ да промени начин на који су се до сада планирали градови у свету, али и у Србији. 
Концепт “Креативни Велики парк града Крагујевца“ осмислио је професор Архитектонског факултета Универзитета у Београду Александру Вуја. Парк је изграђен на на некада запуштеној локацији између градских базена и Факултета инжењерских наука.

### 100 креативних игралишта за децу Србије
Креативни Велики парк један је од паркова чија је реализација планирана у оквиру акције „100 креативних игралишта за децу Србије”. Године 2013. покренута је непрофитна кампања чији је циљ био укључивање грађана, одговорних и активних градова и општина у Србији, као и водећих страних и домаћих фирми, институција и амбасада, које би се као иницијатори, покровитељи и партнери својим донацијама удружили у реализацији ове акције широм земље, како би грађани, а на првом месту деца, осетили могуће подизање квалитета живота путем дизајна.
У питању је изградња 100 креативних игралишта за децу у оквиру програма Хумани градови . Овај програм био је део кампање Креативна Европа, а Крагујевац је био једини град изван Европске уније који је био обухваћен тим програмом.

## Изглед парка
Креативни Велики парк је модеран парк који прати савремене тенденције парковске архитектуре и садржаја. Намењен је свим генерацијама и може представљати пример како би требало да се конципирају и граде паркови широм Србије. Парк је ограђен и нуди многе бесплатне садржаје и модерне реквизите за игру деце и младих. Део простора је резервисан и за одмор старијих. Простире се на више од 10.000 квадратних метара, у делу Великог парка у непосредној близини градских базена.
Парк се састоји из пет целина: 
- игралиште за децу до 2 године,
- игралиште за децу преко 2 године,
- простор за баке и деке – сениорско игралиште,
- јуниорско игралиште – паркур и
- прскалиште.[1]

Креативни Велики парк је ограђен и како би се спречили вандалски испади и уништавање парковског мобилијара парковске капије се затварају у 22 сата.
- Детаљи парка